# SmartAvia

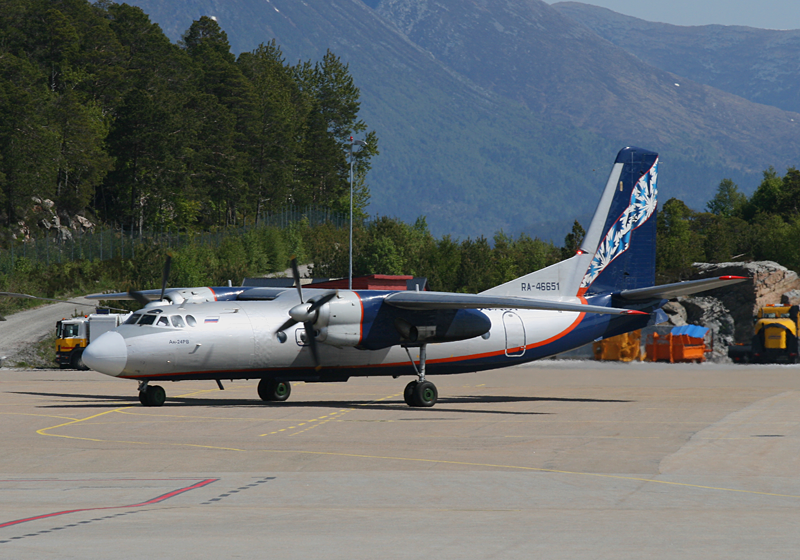
Foto einer Antonow An-24 ehemals von Nordavia (2009)

SmartAvia, bis Dezember 2009 Aeroflot-Nord (Аэрофлот-Норд) und bis März 2019 Nordavia (russisch Нордавиа), ist eine russische Regionalfluggesellschaft mit Sitz in Archangelsk und Basis auf dem Flughafen Talagi.

## Geschichte
Nordavia ging aus der 1929 entstandenen Archangelsker Regionalabteilung der damals sowjetischen staatlichen Fluglinie Aeroflot hervor. Ab 1991 wurde diese Abteilung als staatliche Fluggesellschaft unter dem Namen Archangelskije Wosduschnyje Linii (Архангельские воздушные линии, zu deutsch „Archangelsker Fluglinien“) weitergeführt, bis dann im Jahr 2004 Aeroflot-Nord als Aktiengesellschaft registriert wurde.
Da nach dem Absturz eines Flugzeuges der Aeroflot-Nord am 14. September 2008 bei Perm in einem Großteil der internationalen Medien die Rede von Aeroflot als betroffener Fluggesellschaft war, sprach diese daraufhin von einem erheblichen Imageschaden für Aeroflot durch Aeroflot-Nord und kündigte an, der Tochtergesellschaft ab sofort zu untersagen, die Bezeichnung „Aeroflot“ im Firmennamen zu verwenden. Seit Dezember 2009 firmiert die Gesellschaft daher unter dem Namen Nordavia.
Am 23. März 2011 übernahm der russische Konzern Norilsk Nickel die Gesellschaft für 7 Mio. US-Dollar sowie 200 Mio. US-Dollar Verbindlichkeiten von Aeroflot.
Seit März 2019 ist die Fluggesellschaft unter dem Markennamen Smartavia unterwegs und zeigt somit die komplette Ablösung von der Fluggesellschaft Aeroflot.
Im April 2022 wurde die Gesellschaft auf die als „Schwarze Liste“ bezeichnete EU-Flugsicherheitsliste gesetzt und ihr damit der Betrieb in der EU untersagt. Grund dafür ist, dass die russische Föderale Agentur für Lufttransport russischen Gesellschaften erlaubt hatte, ausländische Luftfahrzeuge ohne gültiges Lufttüchtigkeitszeugnis zu betreiben.

## Flugziele
SmartAvia bedient ein Netz an Zielen innerhalb Russlands, angeflogen werden beispielsweise Sotschi, Samara und Ufa.

## Flotte

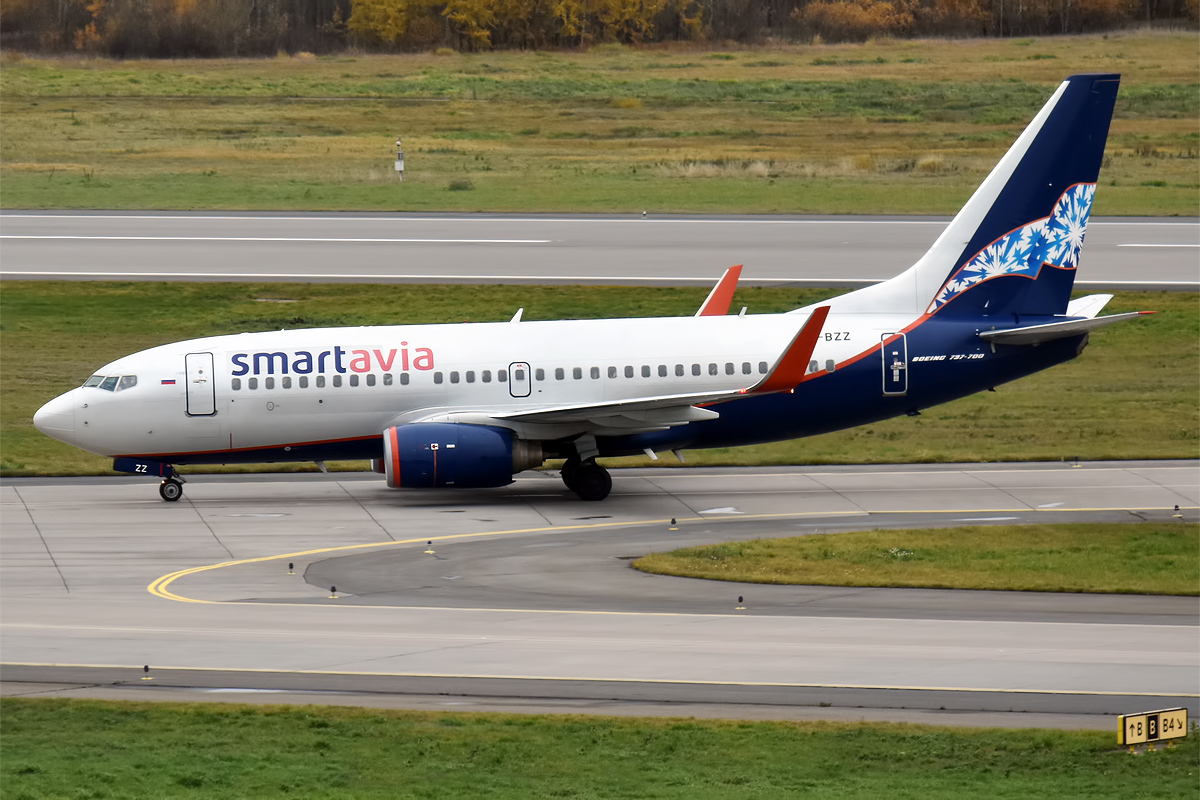
Boeing 737-700 der SmartAvia

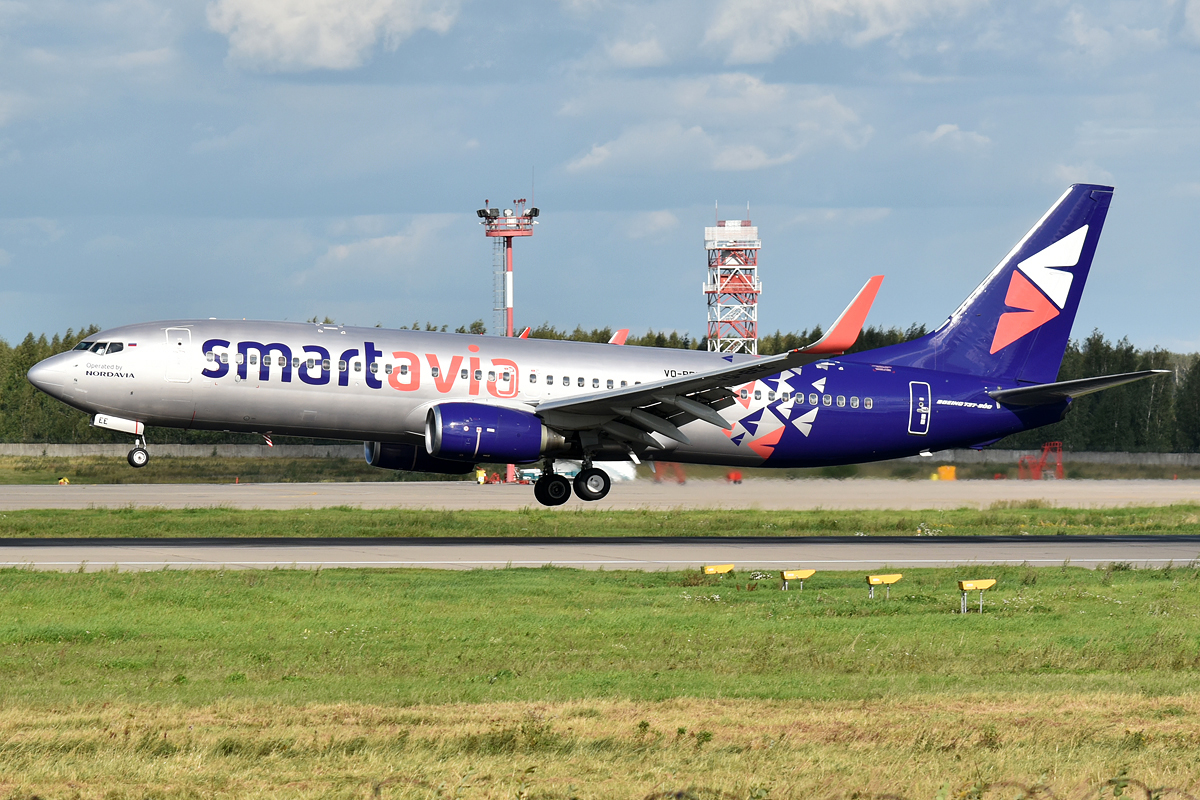
Boeing 737-800 der SmartAvia

Mit Stand Juni 2022 besteht die Flotte der SmartAvia aus 14 Flugzeugen mit einem Durchschnittsalter von 13,2 Jahren:
| Flugzeugtyp    | Anzahl | bestellt | Anmerkungen                             | Sitzplätze | Durchschnittsalter (April 2020) |
| -------------- | ------ | -------- | --------------------------------------- | ---------- | ------------------------------- |
| Airbus A320neo | 02     |          |                                         | 180        | 5,2 Jahre                       |
| Boeing 737-700 | 03     |          | eine inaktiv; mit Winglets ausgestattet | 148        | 17,4 Jahre                      |
| Boeing 737-800 | 09     |          | mit Winglets ausgestattet               | 189        | 13,6 Jahre                      |
| Gesamt         | 14     | -        |                                         |            | 13,2 Jahre                      |

## Ehemalige Flugzeugtypen
- Boeing 737-500

## Zwischenfälle
- Am 14. September 2008 stürzte aufgrund von Pilotenfehlern[12] beim Aeroflot-Flug 821 eine Boeing 737-500 der damaligen Aeroflot-Nord während des Landeanflugs auf den Flughafen Bolschoje Sawino ab. Alle 88 Insassen kamen dabei ums Leben. Bei dem Flug handelte es sich eigentlich um einen Flug der Muttergesellschaft Aeroflot, der jedoch im Rahmen einer Kooperation von Aeroflot-Nord durchgeführt wurde.